# Баффало (Техас)
Баффало (англ. Buffalo) — місто (англ. city) в США, в окрузі Леон штату Техас. Населення — 1767 осіб (2020).

## Географія
Баффало розташоване за координатами 31°27′39″ пн. ш. 96°3′53″ зх. д. / 31.46083° пн. ш. 96.06472° зх. д. (31.460788, -96.064663).  За даними Бюро перепису населення США в 2010 році місто мало площу 11,33 км², з яких 11,28 км² — суходіл та 0,05 км² — водойми. В 2017 році площа становила 12,24 км², з яких 12,19 км² — суходіл та 0,05 км² — водойми.

## Демографія
Згідно з переписом 2010 року, у місті мешкало 1856 осіб у 690 домогосподарствах у складі 487 родин. Густота населення становила 164 особи/км².  Було 824 помешкання (73/км²).
Расовий склад населення:
| - 75,5 % — білих - 9,4 % — чорних або афроамериканців - 1,1 % — азіатів - 0,4 % — корінних американців - 12,0 % — осіб інших рас |

До двох чи більше рас належало 1,6 %. Частка іспаномовних становила 32,2 % від усіх жителів.
За віковим діапазоном населення розподілялося таким чином: 29,3 % — особи молодші 18 років, 58,8 % — особи у віці 18—64 років, 11,9 % — особи у віці 65 років та старші. Медіана віку мешканця становила 33,4 року. На 100 осіб жіночої статі у місті припадало 92,3 чоловіків;  на 100 жінок у віці від 18 років та старших — 92,7 чоловіків також старших 18 років.
Середній дохід на одне домашнє господарство  становив 56 866 доларів США (медіана — 44 792), а середній дохід на одну сім'ю — 61 483 долари (медіана — 44 583). За межею бідності перебувало 26,5 % осіб, у тому числі 40,2 % дітей у віці до 18 років та 25,1 % осіб у віці 65 років та старших.
Цивільне працевлаштоване населення становило 680 осіб. Основні галузі зайнятості: будівництво — 22,8 %, освіта, охорона здоров'я та соціальна допомога — 14,7 %, роздрібна торгівля — 13,2 %.